# Beralade fulvostriata
Beralade fulvostriata is een vlinder uit de familie spinners (Lasiocampidae). De wetenschappelijke naam van deze soort is voor het eerst geldig gepubliceerd in 1903 door Pagenstecher.
De soort komt voor in tropisch Afrika.